# Terrence Bieshaar
Terrence Christoffel Bieshaar (Haarlem, Holanda, 28 de julio de 1997) es un baloncestista holandés que pertenece al Feyenoord Basketbal de la BNXT League. Con una altura de 208 cm su posición en la cancha es la de pívot.

## Trayectoria
Bieshaar se trasladó de Holanda a España en 2006, cuando tenía nueve años y lo hizo por decisión familiar. Él quería seguir los pasos de su abuelo y su padre (que jugaron en el Ajax de fútbol) y comenzó a jugar a fútbol en España. Jugó en el modesto Sant Pere de Ribes pero con 11 años un problema con un árbitro derivó en una sanción que le apartó de los campos durante un extenso período de tiempo. Y esa situación le llevó a probar otros deportes.
Aquel escenario cambiaría su vida. Terrence probó fortuna con el baloncesto y no tardó en enamorarse de este deporte, destacando rápidamente en categorías de mini-basket por su altura y fichando con 12 años por el FC Barcelona. Estuvo dos años luciendo la elástica azulgrana pero para el paso a categoría cadete, y por comodidad, decidió cambiar de aires y abandonar el Barça para fichar por el FIATC Mutua Joventut de Badalona. Eso fue en el año 2010.
Más tarde, estuvo cuatro años en la cantera de la ‘Penya’ y en 2014 consiguió un meritorio segundo puesto en el Campeonato de España Junior celebrado en el municipio madrileño de Torrejón de Ardoz.
Estuvo una temporada cedido en el Club Arenys Bàsquet de liga EBA, donde realizó unos prometedores promedios de 13.6 puntos, 9 rebotes y 15.8 de valoración.
En 2016, es cedido al CB Prat donde alterna la Liga LEB Oro con el primer equipo ACB del Club Joventut de Badalona.
El 2017 es cedido nuevamente, en esta ocasión al Club Baloncesto Clavijo de la LEB Oro.
En 2018, regresa de nuevo al C.B.Prat
En la temporada 2019-20, es cedido al Club Baloncesto Clavijo de la LEB Plata.
En la temporada 2020-21, tras desvincularse del Club Joventut de Badalona, se compromete con el Oberwart Gunners de la Admiral Basketball Bundesliga, la máxima categoría del baloncesto en Austria.
Tras comenzar la temporada 2021-22 sin equipo, debido a la lesión de cruzados sufrida en la anterior temporada, el 14 de febrero de 2022, firma por el Feyenoord Basketbal de la BNXT League.